# فرودگاه صحرایی شونی
فرودگاه صحرایی شونی (به انگلیسی: Shawnee Field) یک فرودگاه همگانی بهره‌برداری هوایی است که یک باند فرود چمن دارد و طول باند آن ۶۵۸ متر است. این فرودگاه در کشور ایالات متحده آمریکا قرار دارد و در ارتفاع ۱۵۳ متری از سطح دریا واقع شده است.